# Tadeusz Niemczyk
Tadeusz Niemczyk (ur. 6 kwietnia 1932 w Małej Cerkwicy, zm. 8 czerwca 1981 w Bydgoszczy) – polski lekkoatleta płotkarz i sprinter.
Był mistrzem Polski w biegu na 200 m przez płotki w 1957 i w sztafecie 4 × 100 m w 1962, wicemistrzem w biegu na 110 m przez płotki w 1958 i w sztafecie 4 × 100 m w 1963, a także brązowym medalistą  w biegach na 110 m przez płotki i 200 m przez płotki w 1960 i w sztafecie 4 × 100 m w 1966. 
W latach 1958–1959 startował w dwóch meczach reprezentacji Polski (2 starty) w biegu na 110 m przez płotki, oba razy zajmując 4. miejsce.
Był rekordzistą Polski w nietypowej konkurencji – sztafecie 10 × 100 m (1:46,8 w 1958).
Rekordy życiowe:
- bieg na 100 m – 10,7 (7 czerwca 1958, Gdańsk)
- bieg na 200 m – 21,7 (2 września 1965, Bydgoszcz)[5]
- bieg na 110 m przez płotki – 14,6 (13 września 1958, Bydgoszcz)
- bieg na 200 m przez płotki – 24,0 (1958)

Był zawodnikiem klubów Górnik Wałbrzych, Gwardia Bydgoszcz, Polonia Bydgoszcz i Zawisza Bydgoszcz.